# برج بابعبدان کوهبنان
برج بابعبدان زرند مربوط به سده‌های ۶ تا ۹ ه.ق - دوره ایلخانی است و در شهرستان زرند، بخش مرکزی، دهستان دشتخاک، روستای بابعبدان، بافت قدیم روستا واقع شده و این اثر در تاریخ ۱۸ اسفند ۱۳۸۷ با شمارهٔ ثبت ۲۵۳۰۳ به‌عنوان یکی از آثار ملی ایران به ثبت رسیده است.